# Osa westralica
Osa westralica är en tvåvingeart som beskrevs av Paramonov 1958. Osa westralica ingår i släktet Osa och familjen Pyrgotidae. Inga underarter finns listade i Catalogue of Life.